# Mocquerysia (zwierzę)
Mocquerysia – rodzaj chrząszczy z rodziny sprężykowatych i podrodziny Physodactylinae lub Morostominae.

## Taksonomia
Rodzaj opisany został przez Edmonda Jean-Baptiste Fleutiaux w 1899. Gatunkiem typowym została ustanowiona M. bicolor. 

## Występowanie
Wszystkie należące tu gatunki są endemitami Madagaskaru.

## Systematyka
Opisano dotąd 6 gatunków z tego rodzaju:
- Mocquerysia aenea Fleutiaux, 1929
- Mocquerysia bicolor Fleutiaux, 1899
- Mocquerysia bipectinata Fleutiaux, 1932
- Mocquerysia caeruleipennis Fleutiaux, 1929
- Mocquerysia cuprea Fleutiaux, 1933
- Mocquerysia unicolor Fleutiaux, 1899